# Sanne Karlsson
Sanne Anna Sofie Karlsson, född 11 november 1985, är en svensk sångare.
Karlsson var medlem i popgruppen Play från 2009 till 2011. Tillsammans med Anaïs Lameche och Faye Hamlin var hon med i programmet Made in Sweden med Anders Bagge, Andreas Carlsson och Laila Bagge Wahlgren som följde Plays väg till ny skiva efter ett uppehåll på fem år. Karlsson har tidigare[när?] bland annat sjungit in singeln "True believer" med E-Type.
2005 låg hon etta tillsammans med Polyphonics feat. Sanne med Changing Times på europeiska DJ Hype Chart.
2008–2009 skrev, spelade in och släppte hon albumet Hold This Girl ihop med producent-teamet Ghost under namnet Ghost vs Sanne. Hon gjorde två live- och promotionturnéer i USA samt bodde där ett par månader i samband med marknadsförandet av albumet. 